# Château de Lobit
Le château de Lobit se situe sur la commune de Saint-Maurice-sur-Adour, dans le département français des Landes.

## Présentation
Le château de Lobit est un édifice privé construit en 1815 par Henri de Lobit sur une exploitation viticole. Pendant 55 ans, jusqu'en 1932, il a été la demeure de Georges Pontou, un peintre de l'Ecole Bordelaise du Paysage. Sans postérité, le château est revenu dans la famille de Lobit, vieille famille d'origine landaise dont les armes sont présentes sur le blason de la ville de Bascons.
Les deux tours ont été rajoutées successivement entre 1866 et 1896, baties avec les matériaux de récupération d'une ancienne maison de maître située à quelques mètres de là appelée "Ticon".
Il est accessible au nord par une grande allée bordée de vieux chênes bicentenaires.